# Кемаль Карпат
Кемаль Карпат (тур. Kemal Karpat, 15 лютого 1923, Бабадаг, Тульча, Румунія — 20 лютого 2019, Медісон, США) — турецький історик.

## Біографія
Народився на території Румунії в сім'ї кримських татар. Його батько Хашим був торговцем і імамом, мати Зюбейде — домогосподаркою. Батько помер, коли Кемаль був ще юнаком.
Навчався в педагогічному ліцеї в Меджидії, але після смерті батька переїхав до Стамбула, там закінчив ліцей Хайдарпаша. Потім вступив до Стамбульського університету, який закінчив 1948 року зі ступенем бакалавра юриспруденції. Після закінчення університету переїхав до США, там 1950 року здобув ступінь магістра у Вашингтонському університеті.
У 1952—1953 роках працював у секретаріаті ООН, у 1954—1955 роках служив в армії Туреччини. 1957 року здобув ступінь доктора філософії в Нью-Йоркському університеті, після чого викладав історію в ряді університетів США і Туреччини.
Був членом низки професійних асоціацій і товариств. Був редактором наукових журналів «International Journal of Turkish Studies», «Central Asian Survey» і «Journal of Muslim Minority Affairs».
Помер 20 лютого 2019 року в штаті Вісконсин. Похований у мечеті Фатіх.